# Raquel Ponce
Raquel Ponce Martín (Madrid) es una galerista de arte contemporáneo española con más de 25 años de trayectoria en el sector. Es tesorera del Instituto de Arte Contemporáneo (IAC), vocal de la asociación de galerías Arte_Madrid y miembro de la asociación de Mujeres en las Artes Visuales, MAV desde su creación en el año 2009. Dirige junto a José Robles desde 2013 la galería Ponce+Robles.

## Trayectoria profesional
Ponce fundó y dirigió desde 1991 en Madrid la galería Raquel Ponce hasta 2013 en la que participó en ferias nacionales e internacionales y celebró más de 150 exposiciones de artistas nacionales e internacionales.
En su primera galería de arte, la Galería "Raquel Ponce", ha acogido exposiciones de grupos conocidos internacionalmente, como Boa Mistura con la exposición "Luz Nas Vielas" en donde compartieron la experiencia vivida en la favela Brasilândia de Sao Paulo en enero de 2012, un proyecto con el fin de modificar las comunidades degradadas utilizando el arte como una herramienta para el cambio y la inspiración.

Como galerista destaca la importancia que suponía para una galería española estar presente en la feria de arte contemporáneo ARCOmadrid para tener un calado nacional, y cómo el panorama internacional ha ido cambiando con el paso de los años gracias a la existencia y posibilidad de participar en una gran variedad de ferias internacionales como las que se celebran en Miami, Hong Kong, Suiza o Latinoamérica.
«Cuando empecé a trabajar en el sector de las galerías, hace 25 años, estar en ARCO era primordial, el máximo objetivo de una galería que abría sus puertas. Todos queríamos ir a la feria y tener visibilidad internacional, pero era muy complicado ser seleccionado debido al gran número de galerías tanto nacionales como extranjeras que querían participar», declaró Ponce en la entrevista para expo-arte-madrid haciendo un balance sobre ARCOmadrid 2016.
En el año 2013 junto con el galerista José Robles fusionan sus galerías para aunar fuerzas y se trasladan a un nuevo espacio ubicado en el Barrio de las Letras de Madrid que sustituye a los dos anteriores con el objetivo de incrementar la presencia en foros internacionales de los artistas españoles y de acercar la creación emergente internacional al mercado español. Una de las artistas más representativas es Esther Pizarro, con quien colabora desde sus comienzos en su antigua galería Raquel Ponce.
Como feminista ha formado parte de la junta directiva de la asociación Mujeres en las Artes Visuales.